# Natrijum dekavanadat
Natrijum dekavanadat se odnosi na bilo kojeg člana familije neorganskih jedinjenja sa formulom Na6[V10O28](H2O)n. Ta jedinjenja su natrijumske soli narandžasto obojenog dekavanadatnog anjona [V10O28]6−. Brojne druge dekavanadatne soli su izolovane i izučavane od 1956, kadа je prva so okarakterisana.

## Priprema
Dekavanadat se priprema zakišeljavanjem vodenog rastvora orto-vanadata:
10 Na3[VO4]  +  24 HOAc   →   Na6[V10O28]  +  12 H2O  +  24 NaOAc
Formiranja dekavanadata se optimalno odvija u pH opsegu od 4–7. Tipični nusproizvodi obuhvataju metavanadatne, [VO3]−, i heksavanadatne, [V6O16]2−, jone.

## Struktura
Dekavanadatni jon se sastoji od 10 stopljenih VO6 oktaedara i ima D2h simetriju. Struktura Na6[V10O28]·18H2O je kristalografski potvrđena.
Dekavanadatni anjoni se sadrže tri seta ekvivalentnih V atoma. Time su obuhvaćena dva centralna VO6 oktaedra (Vc) i četiri periferne tetragonalno piramidalne VO5 grupe (Va and Vb). Postoji sedam jedinstvenih grupa atoma kiseonika (označenih sa A do G). Dve od njih (A) premoštavaju šest V centara, četiri (B) premoštavaju tri V centra, četrnaest grupa (C, D i E) formiraju ivice između parova V centra, i osam (F i G) su periferne.
Oksidaciono stanje vanadijuma u dekavanadatu je +5.

## Kiselo-bazna svojstva
Vodeni rastvori vanadat(V) jedinjenja podležu raznim reakcijama samo-kondenzacije. U zavisnosti od pH vrednosti, glavni vanadatni joni i rastvoru su VO2(H2O)42+, VO43−, V2O73−, V3O93−, V4O124−, i V10O266−. Anjoni se često reverzibilno protonišu. Dekavanadat formira sledeće ravnoteže:
H3V10O283−   ⇌   H2V10O284−  +  H+
H2V10O284−  ⇌ HV10O285− + H+
HV10O285−(aq) ⇌ V10O286− +  H+
Struktura raznih protonacionih stanja dekavanadatnog jona je izučavana putem 51V NMR spektroskopije. Svaka vrsta daje tri signala; sa blago varirajućim hemijskim pomaciima oko −425, −506, and −523 ppm relativno na vanadijum oksitrihlorid; što sugeriše da postoji brza protonska razmena koja dovodi do jednako simetričnih vrsta. Za tri protonaciona stanja dekavanadata je pokazano da se javljaju na premoštavajućim kiseoničnim centrima, koji su označeni sa B i C na slici.
Dekavanadat je najstabilniji u pH 4–7 regionu. Rastvori vanadata postaju svetlo narandžasti na pH 6.5, usled prisustva dekavanadata. Drugi vanadati su bezbojni. Ispod pH 2.0, smeđi V2O5 precipitira kao hidrat.
V10O286−  +  6H+  + 12H2   ⇌   5V2O5

## Srodni dekavanadati
Mnoge dekavanadatne soli su okarakterisane. NH4+, Ca2+, Ba2+, Sr2+, i dekavanadatne soli grupe I se pripremaju kiselo-baznom reakcijom između V2O5 i oksida, hidroksida, karbonata, ili bikarbonata željenog pozitivnog jona.
6 NH3  +  5 V2O5  +  3 H2O   ⇌   (NH4)6[V10O28]
Drugi dekavanadati:
(NH4)6[V10O28]·6H2O
K6[V10O28]·9H2O
K6[V10O28]·10H2O
Ca3[V10O28]·16H2O
K2Mg2[V10O28]·16H2O
K2Zn2[V10O28]·16H2O
Cs2Mg2[V10O28]·16H2O
Cs4Na2[V10O28]·10H2O
K4Na2[V10O28]·16H2O
Sr3[V10O28]·22H2O
Ba3[V10O28]·19H2O
[(C6H5)4P]H3V10O28·4CH3CN
Ag6[V10O28]·4H2O